# Villers-sur-le-Roule
Pour les articles homonymes, voir Villers.
Villers-sur-le-Roule est une commune française située dans le département de l'Eure, en région Normandie.

## Géographie

### Localisation
Villers-sur-le-Roule est un village périurbain normand situé à 4 km à vol d'oiseau au nord de Gaillon, 23 km au nord-est d'Évreux, 11 km à l'est de Louviers, 11 km au sud-est de Val-de-Reuil et 32 km de Rouen, et 9 km au sud-ouest des Andelys
La commune se trouve dans l'unité urbaine de Gaillon et dans son bassin de vie, ainsi que dans la zone d'emploi de Vernon-Gisors.

### Communes limitrophes
Les communes limitrophes sont Le Val d'Hazey, Les Trois Lacs, Bouafles et Courcelles-sur-Seine.
| Les Trois Lacs (comm. dél. de Venables)     | Les Trois Lacs (comm. dél. de Venables) | Les Trois Lacs (comm. dél. de Tosny)   |
| Les Trois Lacs (comm. dél. de Venables)     | Villers-sur-le-Roule                    | Bouafles Courcelles-sur-Seine          |
| Le Val-d'Hazey (comm. dél. de Vieux-Villez) | Le Val-d'Hazey (comm. dél. d'Aubevoye)  | Le Val-d'Hazey (comm. dél. d'Aubevoye) |

### Hydrographie
La commune est située dans le bassin Seine-Normandie. Elle est drainée par la Seine et le fossé 01 de la commune de Ailly,.
La Seine, qui prend sa source à Source-Seine, en Côte-d'Or, sur le plateau de Langres, traverse le département avec de larges méandres dans sa partie nord-est et se jette dans la Manche entre Le Havre et Honfleur. 
Le fossé 01 de la commune d'Ailly, d'une longueur de 10 km, prend sa source dans la commune d'Ailly et se jette  dans la Seine à Trois Lacs, après avoir traversé cinq communes.

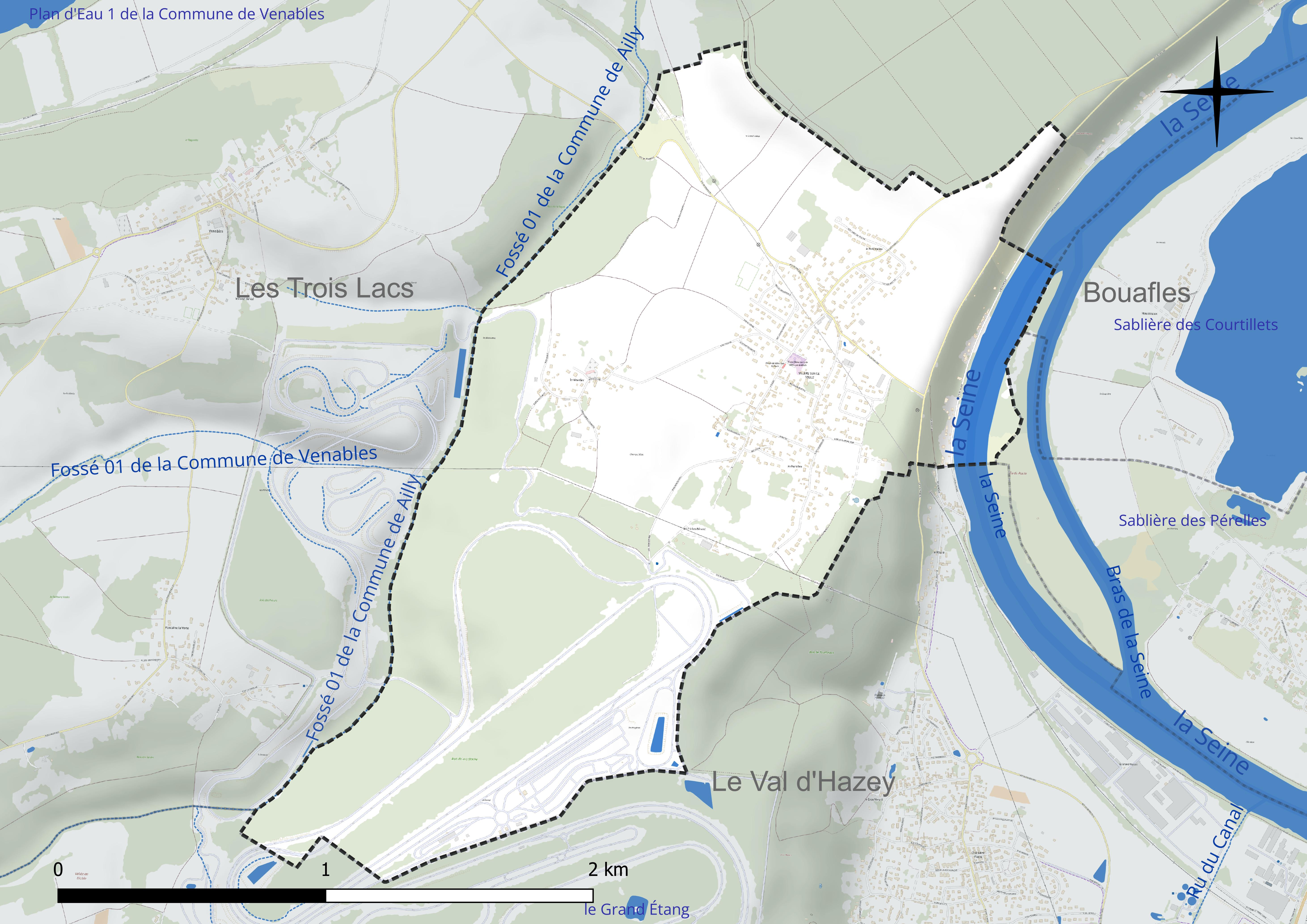
Réseau hydrographique de Villers-sur-le-Roule.

### Climat
Pour des articles plus généraux, voir Climat de la Normandie et Climat de l'Eure.
En 2010, le climat de la commune est de type climat océanique dégradé des plaines du Centre et du Nord, selon une étude du CNRS s'appuyant sur une série de données couvrant la période 1971-2000. En 2020, Météo-France publie une typologie des climats de la France métropolitaine dans laquelle la commune est exposée à un climat océanique et est dans la région climatique Côtes de la Manche orientale, caractérisée par un faible ensoleillement (1 550 h/an) ; forte humidité de l’air (plus de 20 h/jour avec humidité relative> 80 % en hiver), vents forts fréquents. Parallèlement le GIEC normand, un groupe régional d’experts sur le climat, différencie quant à lui, dans une étude de 2020, trois grands types de climats pour la région Normandie, nuancés à une échelle plus fine par les facteurs géographiques locaux. La commune est, selon ce zonage, exposée à un « climat des plateaux abrités », correspondant aux plaines agricoles de l’Eure, avec une pluviométrie beaucoup plus faible que dans la plaine de Caen en raison du double effet d’abri provoqué par les collines du Bocage normand et par celles qui s’étendent sur un axe du Pays d'Auge au Perche.
Pour la période 1971-2000, la température annuelle moyenne est de 10,8 °C, avec une amplitude thermique annuelle de 14,4 °C. Le cumul annuel moyen de précipitations est de 709 mm, avec 11,4 jours de précipitations en janvier et 8 jours en juillet. Pour la période 1991-2020, la température moyenne annuelle observée sur la station météorologique la plus proche, située sur la commune de Muids à 4 km à vol d'oiseau, est de 12,0 °C et le cumul annuel moyen de précipitations est de 609,1 mm,. Pour l'avenir, les paramètres climatiques de la commune estimés pour 2050 selon différents scénarios d’émission de gaz à effet de serre sont consultables sur un site dédié publié par Météo-France en novembre 2022.

### Paysages
- La boucle de la Seine dite de Château-Gaillard,  Site classé (2006)[13].

## Urbanisme

### Typologie
Au 1er janvier 2024, Villers-sur-le-Roule est catégorisée ceinture urbaine, selon la nouvelle grille communale de densité à 7 niveaux définie par l'Insee en 2022.
Elle appartient à l'unité urbaine de Gaillon, une agglomération intra-départementale dont elle est une commune de la banlieue,. La commune est en outre hors attraction des villes,.

### Occupation des sols

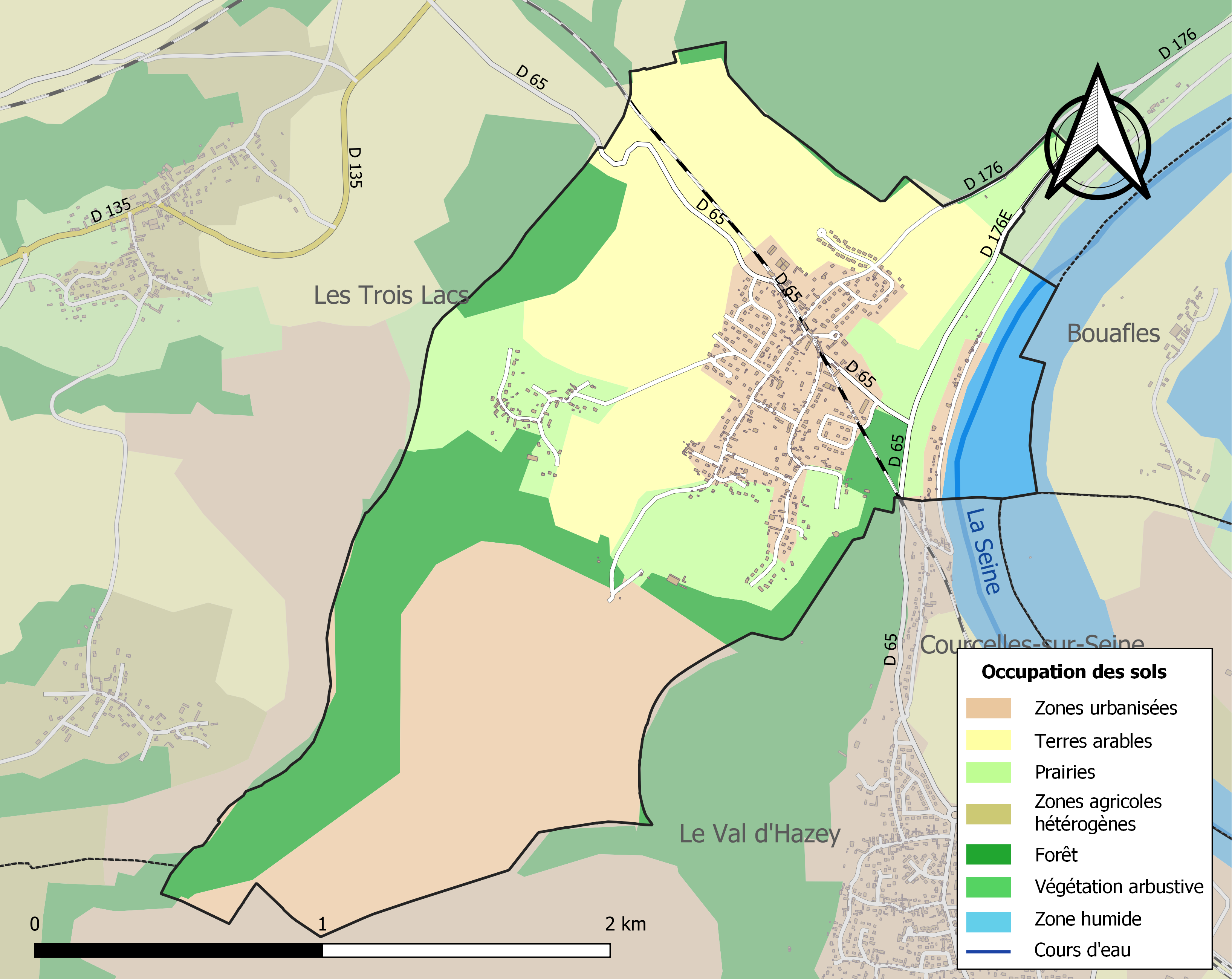
Carte des infrastructures et de l'occupation des sols de la commune en 2018 (CLC).

L'occupation des sols de la commune, telle qu'elle ressort de la base de données européenne d’occupation biophysique des sols Corine Land Cover (CLC), est marquée par l'importance des territoires agricoles (41,2 % en 2018), en diminution par rapport à 1990 (50,5 %).
La répartition détaillée en 2018 est la suivante : terres arables (25 %), espaces verts artificialisés, non agricoles (24,7 %), forêts (20,4 %), prairies (16,2 %), zones urbanisées (11 %), eaux continentales (2,7 %).
L'évolution de l’occupation des sols de la commune et de ses infrastructures peut être observée sur les différentes représentations cartographiques du territoire : la carte de Cassini (XVIIIe siècle), la carte d'état-major (1820-1866) et les cartes ou photos aériennes de l'IGN pour la période actuelle (1950 à aujourd'hui).

### Lieux-dits, hameaux et écarts
Une partie du lieu-dit le Roule est rattachée à la commune. Tosny et Aubevoye se partagent les autres démembrements.
Avec Villers-sur-le-Roule, l'île du Roule est partagée entre Courcelles-sur-Seine et Aubevoye.

### Habitat et logement
En 2021, le nombre total de logements dans la commune était de 365, alors qu'il était de 344 en 2016 et de 294 en 2011.
Parmi ces logements, 89,6 % étaient des résidences principales, 6,8 % des résidences secondaires et 3,6 % des logements vacants. Ces logements étaient pour 99,4 % d'entre eux des maisons individuelles et pour 0,6 % des appartements.
Le tableau ci-dessous présente la typologie des logements à Villers-sur-le-Roule en 2021 en comparaison avec celle de l'Eure et de la France entière. Une caractéristique marquante du parc de logements est ainsi une proportion de résidences secondaires et logements occasionnels (6,8 %) supérieure à celle du département (6,2 %) mais inférieure à celle de la France entière (9,7 %).
| Typologie                                               | Villers-sur-le-Roule | Eure | France entière |
| ------------------------------------------------------- | -------------------- | ---- | -------------- |
| Résidences principales (en %)                           | 89,6                 | 85,8 | 82,2           |
| Résidences secondaires et logements occasionnels (en %) | 6,8                  | 6,2  | 9,7            |
| Logements vacants (en %)                                | 3,6                  | 8    | 8,1            |

### Voies de communication et transports

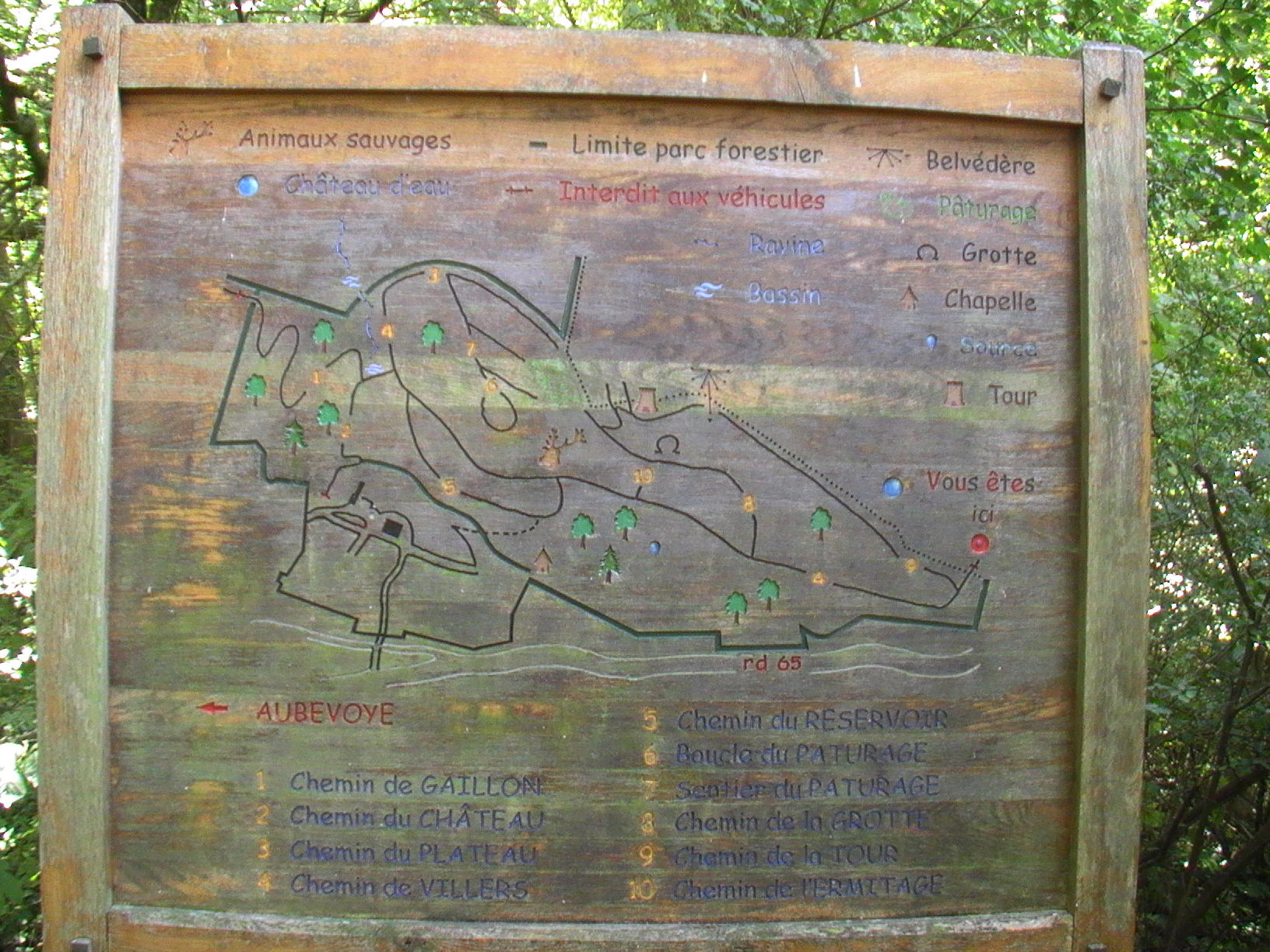
Plan des sentiers de randonnée pédestre.

Le tunnel dit du Roule de la ligne de Paris-Saint-Lazare au Havre passe sous la commune. On peut apercevoir deux cheminées d'aération de cet ouvrage d'art creusé dans les années 1840.
Un circuit de randonnée est proposé en limite du bois du château de Tournebut.

## Toponymie
Le nom de la localité est attesté sous les formes Villari en 1035, Vilers super le Rolle (charte de la Noë), Vilers supra le Rolle et Vileriæ au XIIe siècle (Louis Du Bois), Villiers en 1291 (livre des jurés de Saint-Ouen), Villiers sur le Roule en 1419 (dénombr. des biens de l’abb. de Conches), Villeres en 1498 (Léopold Delisle).
Villers est un appellatif toponymique français et un patronyme qui procède du gallo-roman villare, dérivé lui-même du gallo-roman villa « grand domaine rural », issu du latin villa rustica. Il est apparenté aux types toponymiques Villars, Viller, Villiers et Willer
« Le Roule » est un lieu-dit qui se trouve à proximité de la rive gauche de la Seine. À ce niveau, dans une boucle du fleuve, une assez grande île, dite aujourd'hui « l'Ile du Roule », entre Villers-sur-le-Roule et Courcelles-sur-Seine, pouvait faciliter la traversée de la Seine.

## Histoire

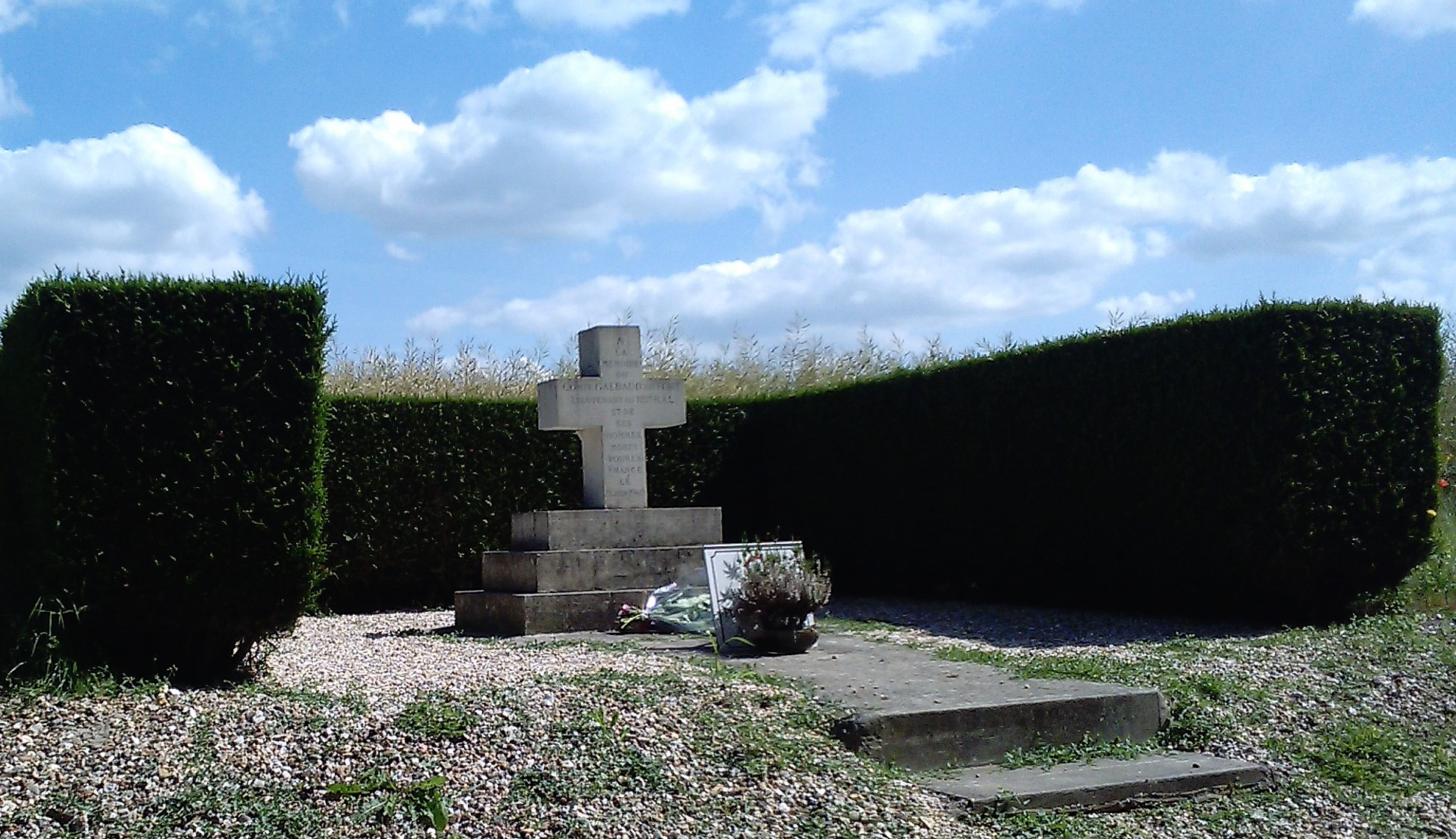
Monument à la mémoire de Georges Galbaud et de ses hommes.

Au début de la Seconde Guerre mondiale, lord de la Bataille de France, le lieutenant Georges Galbaud du Fort (24 novembre 1898 à Chaveignes - 9 juin 1940) est mort pour la France à l'âge de 41 ans. Un monument commémoratif est élevé en son honneur et en celui des hommes tombés avec lui ce jour funeste sur la RD 65, en provenance de Tosny.

## Politique et administration

### Rattachements administratifs et électoraux

#### Rattachements administratifs
La commune se trouve depuis 1824 dans l'arrondissement des Andelys du département de l'Eure.
Elle faisait partie de 1793 à 1985 du canton de Gaillon, année où elle est rattachée au canton de Gaillon-Campagne. Dans le cadre du redécoupage cantonal de 2014 en France, cette circonscription administrative territoriale a disparu, et le canton n'est plus qu'une circonscription électorale.

#### Rattachements électoraux
Pour les élections départementales, la commune fait partie depuis 2014 d'un nouveau canton de Gaillon
Pour l'élection des députés, elle fait partie de la quatrième circonscription de l'Eure.

### Intercommunalité
Villers-sur-le-Roule était membre de la communauté de communes Eure-Madrie-Seine, un établissement public de coopération intercommunale (EPCI) à fiscalité propre créé fin 2002 et auquel la commune avait transféré un certain nombre de ses compétences, dans les conditions déterminées par le code général des collectivités territoriales.
Cette intercommunalité a fusionné  le 1er janvier 2019, au sein de la communauté d'agglomération Seine-Eure, dont est désormais membre la commune.

### Liste des maires
| Période                                  | Période                        | Identité            | Étiquette | Qualité |
| ---------------------------------------- | ------------------------------ | ------------------- | --------- | --- |
| Les données manquantes sont à compléter. |                                |                     |           | |
|                                          |                                |                     |           | |
| vers 1829                                |                                | M. Gasse            |           | |
|                                          |                                |                     |           | |
| courant 1984                             | 1990                           | Bernard Bellanger   |           | |
| 1990                                     | mars 2014                      | Denise Brockaert,   |           | Contrôleuse des impôts retraitée Présidente du Syndicat d’eau de Venables[Quand ?] Vice-présidente de la CC Eure-Madrie-Seine[Quand ?] Officière des Palmes académiques Officière de l’ordre national du mérite Chevalière de la Légion d’honneur. |
| mars 2014                                | septembre 2018                 | José Martin         | UMP → LR  | Ancien directeur général d’une société de téléphonie Mort en fonction |
| octobre 2018                             | juillet 2020                   | Jean-François Pilat |           | |
| juillet 2020                             | automne 2022                   | Franck Baumann      |           | Démissionnaire |
| octobre 2022                             | En cours (au 24 novembre 2024) | Agnes Labigne       | DVG       | |

### Instances de démocratie participative
La commune s'est dotée d'un conseil municipal des jeunes.

## Équipements et services publics

### Enseignement
L'école du village porte le nom de la première femme maire de la commune, Denise Brockaert.

### Équipements culturels
Villers dispose d'une bibliothèque municipale

## Population et société

### Démographie
L'évolution du nombre d'habitants est connue à travers les recensements de la population effectués dans la commune depuis 1793. Pour les communes de moins de 10 000 habitants, une enquête de recensement portant sur toute la population est réalisée tous les cinq ans, les populations de référence des années intermédiaires étant quant à elles estimées par interpolation ou extrapolation. Pour la commune, le premier recensement exhaustif entrant dans le cadre du nouveau dispositif a été réalisé en 2007.

En 2022, la commune comptait 841 habitants, en stagnation par rapport à 2016 (Eure : −0,25 %, France hors Mayotte : +2,11 %).
| 1793 | 1800 | 1806 | 1821 | 1831 | 1836 | 1841 | 1846 | 1851 |
| ---- | ---- | ---- | ---- | ---- | ---- | ---- | ---- | ---- |
| 285  | 273  | 273  | 293  | 322  | 337  | 340  | 358  | 309  |

| 1856 | 1861 | 1866 | 1872 | 1876 | 1881 | 1886 | 1891 | 1896 |
| ---- | ---- | ---- | ---- | ---- | ---- | ---- | ---- | ---- |
| 312  | 295  | 305  | 287  | 286  | 234  | 227  | 229  | 202  |

| 1901 | 1906 | 1911 | 1921 | 1926 | 1931 | 1936 | 1946 | 1954 |
| ---- | ---- | ---- | ---- | ---- | ---- | ---- | ---- | ---- |
| 204  | 217  | 215  | 208  | 225  | 207  | 204  | 197  | 185  |

| 1962 | 1968 | 1975 | 1982 | 1990 | 1999 | 2006 | 2007 | 2012 |
| ---- | ---- | ---- | ---- | ---- | ---- | ---- | ---- | ---- |
| 204  | 208  | 331  | 470  | 540  | 607  | 660  | 668  | 788  |

| 2017 | 2022 | - | - | - | - | - | - | - |
| ---- | ---- | - | - | - | - | - | - | - |
| 853  | 841  | - | - | - | - | - | - | - |

### Vie associative
L’Association sportive culturelle Villers Animation (ASCVA) contribue à l'animation du village.
La confrérie de charité de Villers-sur-le-Roule est créée en 1879 et continue à fonctionner.

## Culture locale et patrimoine

### Lieux et monuments

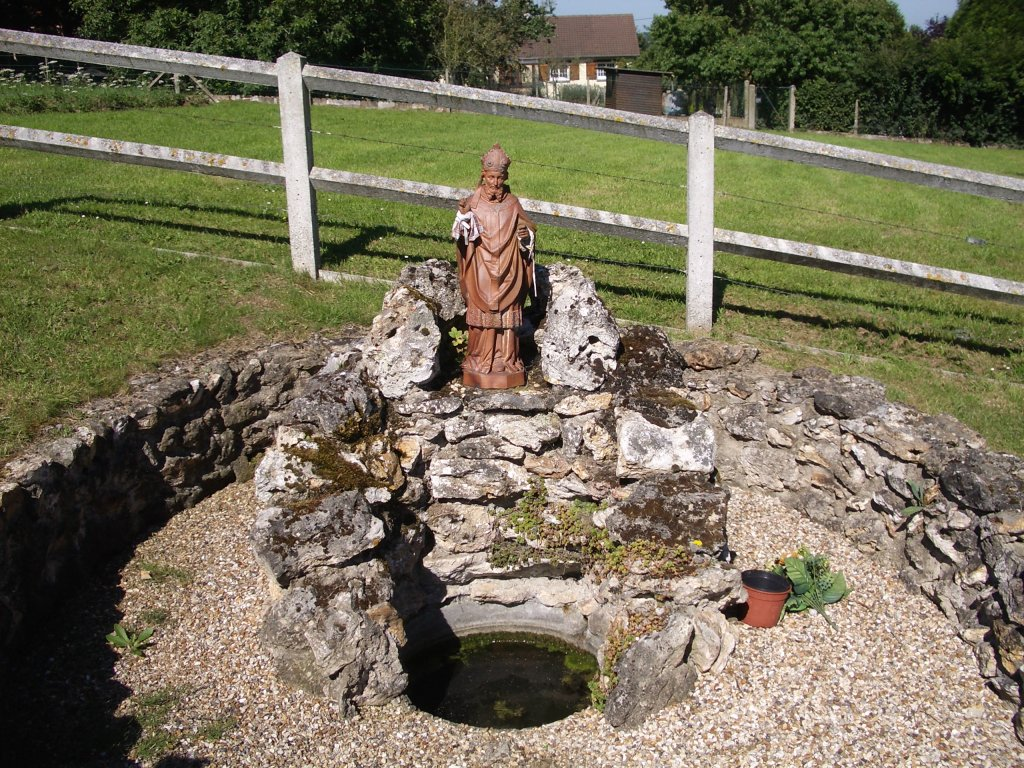
Source de Saint-Ursin.

- L'église Saint-Ursin date du XIe ou XIIe siècle et est recensée à l'inventaire général du patrimoine culturel[36]. Elle est construite en silex et pierre calcaire. La tour du clocher, dont la partie basse est ancienne, a été reconstruite au XIXe siècle en moellons et en briques. Sur la partie sud se trouve un cadran solaire datant de 1892 et sur son fronton est gravée la mention « HAEC EST DOMUS DEI » (Ceci est la maison de Dieu).
- Fontaine de dévotion Saint-Ursin, recensée à l'inventaire général du patrimoine culturel[37].
- Stèle à la mémoire des combats du 9 juin 1940 au bord de la RD 176.
- Lavoir.
- Panorama sur la Seine[38].

### Personnalités liées à la commune
- Rika Zaraï (1938-2020),  chanteuse franco-israélienne, séjournait souvent chez des amis de Villers, qui avaient en pension le cheval de l’artiste aux Écuries de Valembert[39].

### Héraldique
| Blason de Villers-sur-le-Roule | Blason  | D'azur au lion d'or, armé et lampassé de gueules, allumé de sable, au chevron d'argent chargé de trois paires de cerises aussi de gueules tigées et feuillées de sinople, brochant sur le tout. |
| Blason de Villers-sur-le-Roule | Détails | Le statut officiel du blason reste à déterminer. |

## Pour approfondir